# 地区办事处

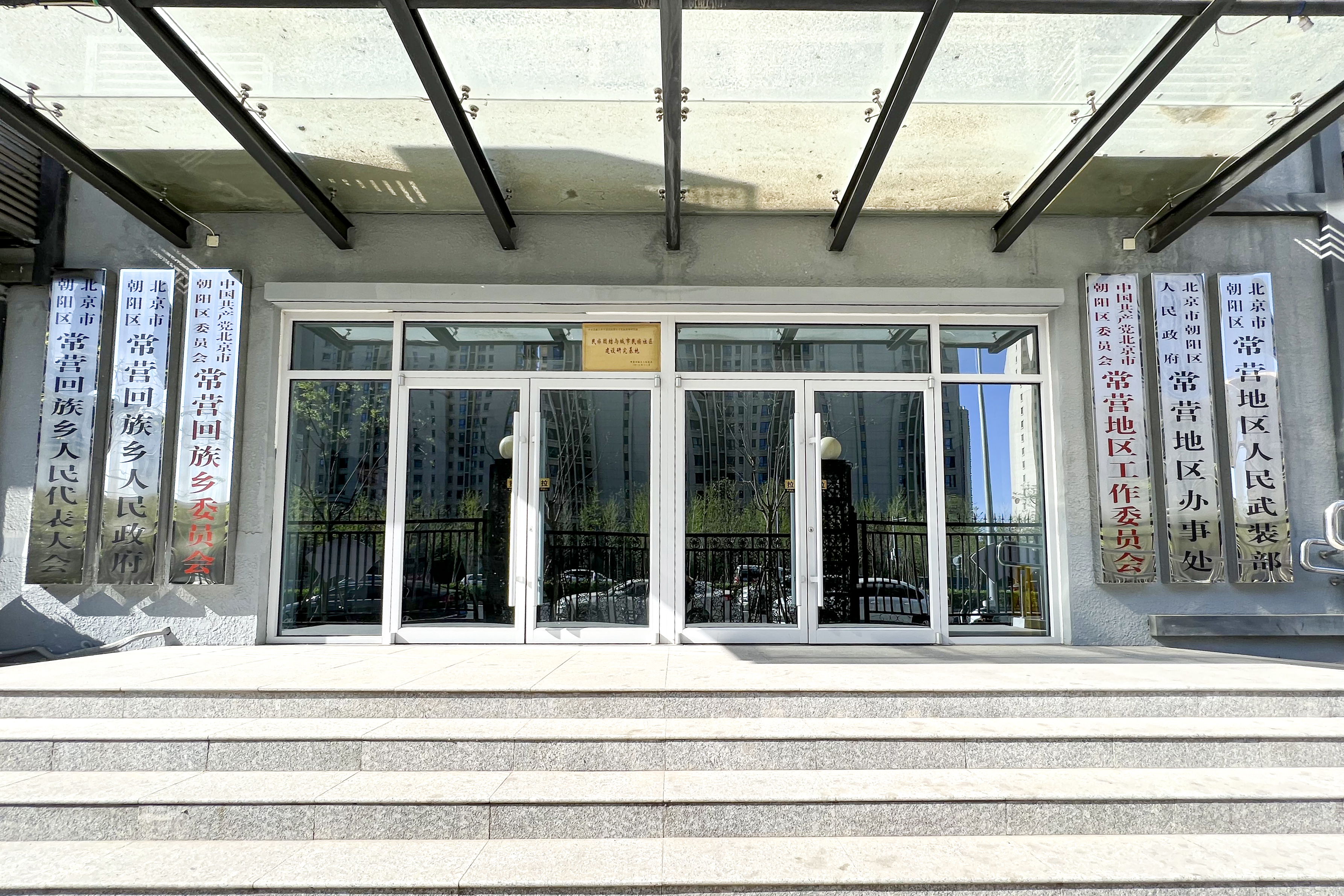
常营地区办事处与常营回族乡人民政府实行一个机构两块牌子的编制

地区办事处（简称地区），是北京市各市辖区人民政府负责对城乡结合部进行行政管理的派出机构，也是农村地区“乡镇建制”向“街道办事处建制”过渡的特殊事务机构。
实行“地区办事处”体制的乡镇，其乡（镇）人民政府加挂“北京市××区人民政府××地区办事处”牌子，实行“一套人马、两块牌子”的体制；实行上述体制的各乡（镇）也因此同时称为“××地区”，但地区办事处并非一级行政区划；而其所在的乡（镇）才属于法定的行政区划。
地区办事处仍同时保留原乡镇名称称呼，如“北京市大兴区亦庄镇人民政府”加挂“北京市大兴区人民政府亦庄地区办事处”牌子（“亦庄镇”同时亦称“亦庄地区”），“北京市昌平区沙河镇人民政府”加挂“北京市昌平区人民政府沙河地区办事处”牌子（“沙河镇”同时亦称“沙河地区”）等。

## 地区办事处列表

### 现有地区办事处列表
- 朝阳区(19):南磨房地区（南磨房乡）、高碑店地区（高碑店乡）、将台地区（将台乡）、太阳宫地区（太阳宫乡）、小红门地区（小红门乡）、十八里店地区（十八里店乡）、平房地区（平房乡）、东风地区（东风乡）、来广营地区（来广营乡）、常营地区（常营回族乡）、三间房地区（三间房乡）、管庄地区（管庄乡）、金盏地区（金盏乡）、孙河地区（孙河乡）、崔各庄地区（崔各庄乡）、东坝地区（东坝乡）、黑庄户地区（黑庄户乡）、豆各庄地区（豆各庄乡）、王四营地区（王四营乡）

- 海淀区(7):万柳地区（海淀镇）、东升地区（东升镇）、温泉地区（温泉镇）、四季青地区（四季青镇）、西北旺地区（西北旺镇）、苏家坨地区（苏家坨镇）、上庄地区（上庄镇）

- 门头沟区(3):王平地区（王平镇）、永定地区（永定镇）	、龙泉地区（龙泉镇）

- 房山区(3):良乡地区（良乡镇）、周口店地区（周口店镇）、琉璃河地区（琉璃河镇）

- 顺义区(7):仁和地区（仁和镇）、后沙峪地区（后沙峪镇）、天竺地区（天竺镇）、杨镇地区（杨镇）、牛栏山地区（牛栏山镇）、南法信地区（南法信镇）、马坡地区（马坡镇）

- 昌平区(4):	南口地区（南口镇）、马池口地区（马池口镇）、沙河地区（沙河镇）、东小口地区（东小口镇）

- 大兴区(5): 亦庄地区（亦庄镇）、黄村地区（黄村镇）、旧宫地区（旧宫镇）、西红门地区（西红门镇）、瀛海地区（瀛海镇）

- 怀柔区(3):怀柔地区（怀柔镇）、雁栖地区（雁栖镇）、庙城地区（庙城镇）

- 平谷区(4):渔阳地区（平谷镇）、峪口地区（峪口镇）、马坊地区（马坊镇）、金海湖地区（金海湖镇）

- 密云区(1):檀营地区（檀营满族蒙古族乡）

### 已撤销的地区办事处列表
- 朝阳区：
  - 洼里地区（洼里乡）	2008年2月撤乡（地区办事处）设奥运村街道
  - 大屯地区（大屯乡）	2005年撤乡（地区办事处）设大屯街道

- 丰台区：
  - 南苑地区（南苑乡）	2021年5月撤乡（地区办事处）设南苑街道
  - 宛平城地区	2020年12月撤地区办事处设宛平街道
  - 卢沟桥地区（卢沟桥乡）	2020年12月由原卢沟桥乡（地区办事处）撤乡改设新卢沟桥街道，原卢沟桥街道改名六里桥街道
  - 花乡地区（花乡乡）2021年7月撤乡（地区办事处）拆分为花乡、看丹、新村、玉泉营4街道
  - 方庄地区  2021年5月18日改设方庄街道

- 通州区：
  - 永顺地区（永顺镇）	2020年5月11日因行政区划调整撤销地区办事处
  - 梨园地区（梨园镇）	2020年5月11日因行政区划调整撤销地区办事处

- 昌平区：
  - 回龙观地区（回龙观镇） 2015年月拆分为回龙观、龙泽园、史各庄3街道